# Repetitor
Repetitor (cirílico sérvio: Репетитор) é uma banda de indie rock formada em Belgrado, na Sérvia. A banda sacou em 2016 seu tercer álbum de estúdio titulado "Gde ćeš"..

## Integrantes
- Boris Vlastelica – guitarra e vocal
- Ana-Marija Cupin – baixo e vocal
- Milena Milutinovic – bateria

## Discografia

### Álbuns de estúdio
- 2008: Sve što vidim je prvi put
- 2012: Dobrodošli na okean
- 2016: Gde ćeš
- 2020: Prazan prostor među nama koji može i da ne postoji

### Compilações
- 2007: Jutro će promeniti sve? - Nova srpska scena
- 2008: Zdravo, zdravo, zdravo
- 2010: As I Would Say Two
- 2010: Femixeta 2010